# Лъв VIII (папа)
Папа Лъв VIII (на латински: Leo.PP.VIII), е антипапа от 963 до 964 г. и папа от 964 г. до смъртта си, 132-ри папа в Традиционното броене.